# 奧里希夫卡 (盧圖吉諾區)
48°17′12″N 39°12′14″E / 48.28667°N 39.20389°E
奧里希夫卡（烏克蘭語：Оріхівка）是位於烏克蘭東部的村莊，由盧甘斯克州卢甘斯克区的盧圖希內市鎮負責管轄。該村始建於1921年，面積6.69平方公里，海拔高度235米，2001年人口1,656，人口密度每平方公里247.6人。